# Festival de Chaillol
Conjuguant les joies de la découverte musicale à celles d’une joyeuse itinérance dans le vaste territoire alpin, le Festival de Chaillol convoque l’esprit des lieux et le talent d’artistes parmi les plus audacieux et les plus inspirés du moment pour une célébration de la musique dans toutes ses dimensions… Concerts, rencontres, balades musicales pour vivre la musique plus intensément.
Ce festival, dirigé par Michaël Dian est porté par l'Espace Culturel de Chaillol, scène conventionnée Art en territoire. Elle occupe tous les ans depuis 1996 les églises, chapelles, salles des fêtes et châteaux des Hautes-Alpes, et tout particulièrement ceux des vallées du Champsaur-Valgaudemar, du Buëch-Dévoluy et de l'Avance.
Le Festival de Chaillol se déroule pendant un mois, de la mi-juillet à mi-août. Il met en œuvre un projet artistique et culturel autour des musiques d’aujourd’hui – musiques de création, nouvelles musiques du monde, traditionnelles, improvisées ou écrites.